# Nocticola uenoi
Nocticola uenoi är en kackerlacksart som beskrevs av Asahina 1974. Nocticola uenoi ingår i släktet Nocticola och familjen Nocticolidae.

## Underarter
Arten delas in i följande underarter:
- N. u. miyakoensis
- N. u. kikaiensis
- N. u. uenoi